# Marcona
Marcona, auch San Juan de Marcona, ist eine Stadt im Südosten des südamerikanischen Andenstaates Peru mit 15.933 Einwohnern (Stand 2017).

## Geographie
Marcona liegt im Süden der Region Ica auf 27 Metern über dem Meeresspiegel im warmen und ariden Klima an der Südküste am Pazifik, 530 Kilometer südlich der Hauptstadt Lima. Landeinwärts grenzt die Küstenwüste an. Die Gegend um San Juan de Marcona ist reich an Eisen, Kupfer und Marmor.
Die Stadt besteht aus drei Teilen: San Juan, San Nicolás und La Mina.

## Geschichte
Die Stadt entstand nach 1950, als die Marcona Mining Corporatión im Auftrag US-amerikanischer Unternehmen begann, bei Marcona Eisenerz abzubauen. 1953 legte das erste Schiff zum Transport von Eisenerz im Hafen von San Juan an. 1962 kam der Hafen von San Nicolás hinzu. Die Regierung von Juan Velasco Alvarado verstaatlichte das Bergwerk. Ab dem 25. Juli 1975 wurde es vom Staatsunternehmen Minera Estatal del Hierro del Perú (Staatliches Bergwerk der Eisenindustrie Perus) betrieben, meist als „Hierro Perú“ abgekürzt. 1992 wurde die Gesellschaft unter Alberto Fujimori privatisiert und gehört heute zur chinesischen Shougang Group.

## Infrastruktur
Marcona liegt an der Transoceánica und der Panamericana. Drei Kilometer entfernt liegt der Flugplatz San Juan de Marcona. Mit dem Bus ist die peruanische Hauptstadt Lima in etwa acht Stunden erreichbar.